# Мікаель Самуельссон
Мікаель Самуельссон (швед. Mikael Samuelsson, нар. 23 грудня 1976, Марієфред) — колишній шведський хокеїст, що грав на позиції крайнього нападника. Грав за збірну команду Швеції.
Олімпійський чемпіон. Володар Кубка Стенлі. Провів понад 800 матчів у Національній хокейній лізі. 

## Ігрова кар'єра
Хокейну кар'єру розпочав на батьківщині 1994 року виступами за команду «Седертельє».
1998 року був обраний на драфті НХЛ під 145-м загальним номером командою «Сан-Хосе Шаркс». 
Протягом професійної клубної ігрової кар'єри, що тривала 20 років, захищав кольори команд «Сан-Хосе Шаркс», «Нью-Йорк Рейнджерс», «Флорида Пантерс», «Детройт Ред-Вінгс», «Піттсбург Пінгвінс», «Ванкувер Канакс», «Женева-Серветт», «Рапперсвіль-Йона Лейкерс», «Брюнес»,  «Юргорден»,  «Вестра Фрелунда» та  «Седертельє».
Загалом провів 803 матчі в НХЛ, включаючи 104 гри плей-оф Кубка Стенлі.
Виступав за збірну Швеції, провів 25 ігор в її складі.

## Нагороди та досягнення
- Чемпіон Олімпійських ігор — 2006.
- Чемпіон світу — 2006.
- Володар Кубка Стенлі в складі «Детройт Ред-Вінгс» — 2008.
- Перша команда всіх зірок НХЛ — 2010.
- Друга команда всіх зірок НХЛ — 2011.

## Статистика

### Клубні виступи
| Сезон              | Клуб                       | Ліга               | Регулярний сезон | Регулярний сезон | Регулярний сезон | Регулярний сезон | Регулярний сезон | Плей-оф | Плей-оф | Плей-оф | Плей-оф | Плей-оф |
| Сезон              | Клуб                       | Ліга               | І                | Г                | П                | О                | ШХ               | І       | Г       | П       | О       | ШХ      |
| ------------------ | -------------------------- | ------------------ | ---------------- | ---------------- | ---------------- | ---------------- | ---------------- | ------- | ------- | ------- | ------- | ------- |
| 1994–95            | «Седертельє» мол.          | Ю-20               | 30               | 8                | 6                | 14               | 12               | —       | —       | —       | —       | —       |
| 1995–96            | «Седертельє» мол.          | Ю-20               | 22               | 13               | 12               | 25               | 20               | —       | —       | —       | —       | —       |
| 1995–96            | «Седертельє»               | Швеція-2           | 18               | 5                | 1                | 6                | 0                | 4       | 0       | 0       | 0       | 0       |
| 1996–97            | «Седертельє» мол.          | Ю-20               | 2                | 2                | 1                | 3                | 0                | —       | —       | —       | —       | —       |
| 1996–97            | «Седертельє»               | Елітсерія          | 29               | 4                | 2                | 6                | 10               | —       | —       | —       | —       | —       |
| 1997–98            | «Седертельє»               | Елітсерія          | 31               | 8                | 8                | 16               | 47               | —       | —       | —       | —       | —       |
| 1997–98            | ХК «Ничепінг»              | Швеція-2           | 10               | 5                | 1                | 6                | 4                | —       | —       | —       | —       | —       |
| 1998–99            | «Вестра Фрелунда»          | Елітсерія          | 27               | 0                | 5                | 5                | 10               | —       | —       | —       | —       | —       |
| 1998–99            | «Седертельє»               | Швеція-2           | 18               | 13               | 10               | 23               | 26               | 10      | 2       | 2       | 4       | 6       |
| 1999–00            | «Брюнес»                   | Елітсерія          | 40               | 4                | 3                | 7                | 76               | 11      | 7       | 2       | 9       | 6       |
| 2000–01            | «Кентуккі Тараблейдс»      | АХЛ                | 66               | 32               | 46               | 78               | 58               | 3       | 1       | 0       | 1       | 0       |
| 2000–01            | «Сан-Хосе Шаркс»           | НХЛ                | 4                | 0                | 0                | 0                | 0                | —       | —       | —       | —       | —       |
| 2001–02            | «Гартфорд Вулвс Пек»       | АХЛ                | 8                | 3                | 6                | 9                | 12               | —       | —       | —       | —       | —       |
| 2001–02            | «Нью-Йорк Рейнджерс»       | НХЛ                | 67               | 6                | 10               | 16               | 23               | —       | —       | —       | —       | —       |
| 2002–03            | «Нью-Йорк Рейнджерс»       | НХЛ                | 58               | 8                | 14               | 22               | 32               | —       | —       | —       | —       | —       |
| 2002–03            | «Піттсбург Пінгвінс»       | НХЛ                | 22               | 2                | 0                | 2                | 8                | —       | —       | —       | —       | —       |
| 2003–04            | «Флорида Пантерс»          | НХЛ                | 37               | 3                | 6                | 9                | 35               | —       | —       | —       | —       | —       |
| 2004–05            | «Женева-Серветт»           | НЛА                | 12               | 2                | 4                | 6                | 14               | —       | —       | —       | —       | —       |
| 2004–05            | «Седертельє»               | Елітсерія          | 29               | 7                | 13               | 20               | 45               | 10      | 3       | 3       | 6       | 24      |
| 2005–06            | «Рапперсвіль-Йона Лейкерс» | НЛА                | 1                | 0                | 0                | 0                | 0                | —       | —       | —       | —       | —       |
| 2005–06            | «Детройт Ред-Вінгс»        | НХЛ                | 71               | 23               | 22               | 45               | 42               | 6       | 0       | 1       | 1       | 6       |
| 2006–07            | «Детройт Ред-Вінгс»        | НХЛ                | 53               | 14               | 20               | 34               | 28               | 18      | 3       | 8       | 11      | 14      |
| 2007–08            | «Детройт Ред-Вінгс»        | НХЛ                | 73               | 11               | 29               | 40               | 26               | 22      | 5       | 8       | 13      | 8       |
| 2008–09            | «Детройт Ред-Вінгс»        | НХЛ                | 81               | 19               | 21               | 40               | 50               | 23      | 5       | 5       | 10      | 6       |
| 2009–10            | «Ванкувер Канакс»          | НХЛ                | 74               | 30               | 23               | 53               | 64               | 12      | 8       | 7       | 15      | 16      |
| 2010–11            | «Ванкувер Канакс»          | НХЛ                | 75               | 18               | 32               | 50               | 36               | 11      | 1       | 2       | 3       | 8       |
| 2011–12            | «Ванкувер Канакс»          | НХЛ                | 6                | 1                | 2                | 3                | 6                | —       | —       | —       | —       | —       |
| 2011–12            | «Флорида Пантерс»          | НХЛ                | 48               | 13               | 15               | 28               | 14               | 7       | 0       | 5       | 5       | 2       |
| 2012–13            | «Детройт Ред-Вінгс»        | НХЛ                | 4                | 0                | 1                | 1                | 0                | 5       | 1       | 1       | 2       | 2       |
| 2013–14            | «Гранд Репідс Гріффінс»    | АХЛ                | 2                | 0                | 0                | 0                | 0                | —       | —       | —       | —       | —       |
| 2013–14            | «Детройт Ред-Вінгс»        | НХЛ                | 26               | 1                | 2                | 3                | 6                | —       | —       | —       | —       | —       |
| 2014–15            | «Юргорден»                 | ШХЛ                | 37               | 13               | 13               | 26               | 34               | 2       | 0       | 0       | 0       | 0       |
| Усього в НХЛ       | Усього в НХЛ               | Усього в НХЛ       | 699              | 149              | 197              | 346              | 370              | 104     | 23      | 37      | 60      | 62      |
| Усього в Елітсерії | Усього в Елітсерії         | Усього в Елітсерії | 193              | 35               | 44               | 79               | 222              | 23      | 5       | 10      | 15      | 30      |

### Збірна
| Рік                | Команда            | Турнір             | Місце              | І  | Г | П  | О  | ШХ |
| ------------------ | ------------------ | ------------------ | ------------------ | -- | - | -- | -- | -- |
| 2005               | Швеція             | ЧС                 | 4-е                | 9  | 1 | 4  | 5  | 4  |
| 2006               | Швеція             | ОІ                 | 1                  | 8  | 1 | 3  | 4  | 2  |
| 2006               | Швеція             | ЧС                 | 1                  | 8  | 4 | 5  | 9  | 4  |
| Національна збірна | Національна збірна | Національна збірна | Національна збірна | 25 | 6 | 12 | 18 | 10 |